# ジェームス・オビオラ
ジェームス・オビオラ（James Chibuzor Obiorah、1978年8月24日 - ）は、ナイジェリアの元サッカー選手。元ナイジェリア代表。ポジションはフォワード。

## 来歴
1998年2月に親善試合でナイジェリア代表デビュー。デビュー戦後、代表での出場は無かったが、2002年に代表復帰、2002 FIFAワールドカップにも出場した。ナイジェリア代表で3試合に出場、1得点をあげた。

## 代表歴

### 出場大会
- ナイジェリア代表
  - 2002 FIFAワールドカップ

### 試合数
- 国際Aマッチ 3試合 1得点（1998年-2002年）[1]

| ナイジェリア代表 | 国際Aマッチ | 国際Aマッチ |
| 年               | 出場        | 得点        |
| ---------------- | ----------- | ----------- |
| 1998             | 1           | 0           |
| 1999             | 0           | 0           |
| 2000             | 0           | 0           |
| 2001             | 0           | 0           |
| 2002             | 2           | 1           |
| 通算             | 3           | 1           |